# Чехеј (Салаж)
Чехеј (рум. Cehei) насеље је у Румунији у округу Салаж у општини Шимлеу Силваниеј. Oпштина се налази на надморској висини од 209 m.

## Становништво
Према подацима из 2002. године у насељу је живело 1003 становника.

### Попис2002.
| Расподела становништва по националности 2002.‍ | Расподела становништва по националности 2002.‍ | Расподела становништва по националности 2002.‍ | Расподела становништва по националности 2002.‍ | Расподела становништва по националности 2002.‍ |
| --------------------------------------------- | --------------------------------------------- | --------------------------------------------- | --------------------------------------------- | --------------------------------------------- |
|                                               |                                               |                                               |                                               |                                               |
| Румуни                                        | Румуни                                        |                                               | 986                                           | 98,4%                                         |
| Мађари                                        | Мађари                                        |                                               | 10                                            | 1,0%                                          |
| други                                         | други                                         |                                               | 6                                             | 0,6%                                          |